# Україна на літніх юнацьких Олімпійських іграх 2018
Україна бере участь у літніх юнацьких Олімпійських іграх 2018, що проходять у Буенос-Айресі, Аргентина з 6 по 18 жовтня 2018 року.

## Медалісти
| Медаль | Спортсмен                        | Спорт                 | Змагання                                         | Дата      |
| ------ | -------------------------------- | --------------------- | ------------------------------------------------ | --------- |
| Золото | Катерина Чорній                  | Фехтування            | Індивідуальна шпага                              | 8 жовтня  |
| Золото | Катерина Чорній                  | Фехтування            | Змішані командні змагання                        | 10 жовтня |
| Золото | Іван Тищенко                     | Академічне веслування | Одиночки                                         | 8 жовтня  |
| Золото | Назар Чепурний                   | Спортивна гімнастика  | Змішані командні змагання                        | 10 жовтня |
| Золото | Валерія Іваненко                 | Легка атлетика        | Метання молота                                   | 15 жовтня |
| Золото | Ярослава Магучіх                 | Легка атлетика        | Стрибки у висоту                                 | 15 жовтня |
| Золото | Михайло Кохан                    | Легка атлетика        | Метання молота                                   | 15 жовтня |
| Срібло | Денис Кесіль                     | Плавання              | 200 метрів батерфляєм                            | 12 жовтня |
| Срібло | Анастасія Прозорова              | Бадмінтон             | Змішані командні змагання                        | 12 жовтня |
| Срібло | Софія Лискун                     | Стрибки у воду        | Вишка 10 метрів                                  | 13 жовтня |
| Срібло | Оксана Чудик                     | Вільна боротьба       | До 65 кг                                         | 13 жовтня |
| Срібло | Назар Чепурний                   | Спортивна гімнастика  | Опорний стрибок                                  | 14 жовтня |
| Срібло | Христина Погранична              | Художня гімнастика    | Абсолютна першість                               | 16 жовтня |
| Срібло | Тарас Бондарчук                  | Бокс                  | до 60 кг                                         | 17 жовтня |
| Срібло | Максим Галінічев                 | Бокс                  | до 56 кг                                         | 18 жовтня |
| Бронза | Олег Вередиба                    | Дзюдо                 | До 55 кг                                         | 7 жовтня  |
| Бронза | Дмитро Гонта                     | Кульова стрільба      | Змішана команда, пневматичний пістолет 10 метрів | 11 жовтня |
| Бронза | Анастасія Бачинська              | Спортивна гімнастика  | Багатоборство                                    | 12 жовтня |
| Бронза | Владислав Остапенко              | Вільна боротьба       | До 55 кг                                         | 14 жовтня |
| Бронза | Олег Дорощук                     | Легка атлетика        | Стрибки у висоту                                 | 14 жовтня |
| Бронза | Дарина Плохотнюк/Олександр Мадей | Спортивна акробатика  | Змішана пара                                     | 15 жовтня |
| Бронза | Анастасія Бачинська              | Спортивна гімнастика  | Вільні вправи                                    | 15 жовтня |
| Бронза | Софія Лискун                     | Стрибки у воду        | Змішана команда                                  | 17 жовтня |

## Академічне веслування
Хлопці
| Спортсмен    | 1 раунд | 1 раунд | 2 раунд | 2 раунд | 3 раунд | 3 раунд | Чвертьфінал | Чвертьфінал | Півфінал | Півфінал | Фінал   | Фінал  |
| ------------ | ------- | ------- | ------- | ------- | ------- | ------- | ----------- | ----------- | -------- | -------- | ------- | ------ |
| Спортсмен    | Час     | Місце   | Час     | Місце   | Час     | Місце   | Час         | Місце       | Час      | Місце    | Час     | Місце  |
| Іван Тищенко | 3.33.37 | 5       | 1.45.90 | 1       | 1.39.11 | 1       | 1.34.31     | 1           | 1.34.83  | 1        | 1.32.47 | Золото |

## Бадмінтон
Дівчата
| Спортсмен           | Дисципліна              | Group Stage                                      | Group Stage                                        | Group Stage                                            | Group Stage | Knock-Out Stage | Knock-Out Stage | Knock-Out Stage | Knock-Out Stage |
| Спортсмен           | Дисципліна              | Матч 1                                           | Матч 2                                             | Матч 3                                                 | Місце       | Чвертьфінал     | Півфінал        | Фінал           | Місце           |
| ------------------- | ----------------------- | ------------------------------------------------ | -------------------------------------------------- | ------------------------------------------------------ | ----------- | --------------- | --------------- | --------------- | --------------- |
| Анастасія Прозорова | Жінки. Одиночний розряд | VU Thi Anh Thu В'єтнам Поразка 0-2 (8-21, 19-21) | DELCHEVA Maria Болгарія Поразка 0-2 (13-21, 16-21) | AKOUMBA ZE Madeleine Камерун Перемога 2-0 (21-4, 21-6) | 3           | Не пройшла      | Не пройшла      | Не пройшла      | 9               |

Хлопці
| Спортсмен     | Дисципліна               | Group Stage                                        | Group Stage                                 | Group Stage                                             | Group Stage | Knock-Out Stage | Knock-Out Stage | Knock-Out Stage | Knock-Out Stage |
| Спортсмен     | Дисципліна               | Матч 1                                             | Матч 2                                      | Матч 3                                                  | Місце       | Чвертьфінал     | Півфінал        | Фінал           | Місце           |
| ------------- | ------------------------ | -------------------------------------------------- | ------------------------------------------- | ------------------------------------------------------- | ----------- | --------------- | --------------- | --------------- | --------------- |
| Данило Боснюк | Хлопці. Одиночний розряд | FARIAS Fabricio Японія Перемога 2-0 (21-15, 23-21) | SEN Lakshya Індія Поразка 0-2 (21-23, 8-21) | MOSTAFA KAMEL Mohamed Єгипет Перемога 2-0 (21-9, 21-14) | 2           | Не пройшов      | Не пройшов      | Не пройшов      | 9               |

Змішані командні змагання
| Спортсмен           | Назва команди | Group Stage           | Group Stage              | Group Stage           | Group Stage | Knock-Out Stage          | Knock-Out Stage       | Knock-Out Stage                           | Knock-Out Stage |
| Спортсмен           | Назва команди | Матч 1                | Матч 2                   | Матч 3                | Місце       | Чвертьфінал              | Півфінал              | Фінал                                     | Місце           |
| ------------------- | ------------- | --------------------- | ------------------------ | --------------------- | ----------- | ------------------------ | --------------------- | ----------------------------------------- | --------------- |
| Анастасія Прозорова | Omega         | Gamma Перемога 110-99 | Theta Перемога 110 - 100 | Sigma Перемога 110-98 | 1           | Epsilon Перемога 110-102 | Zeta Перемога 110-109 | Alpha Поразка 106-110                     | Срібло          |
| Данило Боснюк       | Zeta          | Delta Поразка 95-110  | Epsilon Перемога 110-89  | Alpha Поразка 103-110 | 3           | Sigma Перемога 110-106   | Omega Поразка 109-110 | Бій за третє місце: Theta Поразка 107-110 | 4               |

## Баскетбол 3х3
Дівчата
| Спортсмен                                              | Group Stage                      | Group Stage                 | Group Stage                    | Group Stage             | Group Stage | Knock-Out Stage               | Knock-Out Stage | Knock-Out Stage | Knock-Out Stage |
| Спортсмен                                              | Матч 1                           | Матч 2                      | Матч 3                         | Матч 4                  | Місце       | Чвертьфінал                   | Півфінал        | Фінал           | Місце           |
| ------------------------------------------------------ | -------------------------------- | --------------------------- | ------------------------------ | ----------------------- | ----------- | ----------------------------- | --------------- | --------------- | --------------- |
| Юлія Гутевич Вероніка Космач Анжеліка Ляшко Анна Сугак | Венесуела Перемога 22-11 (22-11) | Єгипет Перемога 21-6 (21-6) | Шрі-Ланка Перемога 18-6 (18-6) | США Поразка 9-21 (9-21) | 2           | Австралія Поразка 6-16 (6-16) | Не пройшли      | Не пройшли      | 7               |

Турнір на вибування, дівчата
| Спортсмен    | Кваліфікація                      | Кваліфікація | Кваліфікація | Фінал      | Фінал |
| Спортсмен    | Кількість результативних попадань | Час          | Місце        | Час        | Місце |
| ------------ | --------------------------------- | ------------ | ------------ | ---------- | ----- |
| Юлія Гутевич | 5                                 | 30,0         | 9            | Не пройшла |       |

Хлопці
| Спортсмен                                                  | Group Stage                  | Group Stage                     | Group Stage                      | Group Stage                          | Group Stage | Knock-Out Stage               | Knock-Out Stage                       | Knock-Out Stage                | Knock-Out Stage |
| Спортсмен                                                  | Матч 1                       | Матч 2                          | Матч 3                           | Матч 4                               | Місце       | Чвертьфінал                   | Півфінал                              | Бронзовий фінал                | Місце           |
| ---------------------------------------------------------- | ---------------------------- | ------------------------------- | -------------------------------- | ------------------------------------ | ----------- | ----------------------------- | ------------------------------------- | ------------------------------ | --------------- |
| Ілля Заєць Ігор Сергеєв Олександр Сидорук Віталій Шорсткий | Андорра Перемога 22-5 (22-5) | Бразилія Перемога 20-15 (20-15) | Венесуела Перемога 22-16 (22-16) | Нова Зеландія Перемога 21-13 (21-13) | 1           | Італія Перемога 14-11 (14-11) | Аргентина Поразка 16-18 (16-16 16-18) | Словенія Поразка 13-21 (13-21) | 4               |

## Бокс
Хлопці
| Спортсмен        | Вагова категорія | Попередній раунд                                | Півфінали                             | Фінал                                    | Місце  |
| ---------------- | ---------------- | ----------------------------------------------- | ------------------------------------- | ---------------------------------------- | ------ |
| Тарас Бондарчук  | До 60 кг         | Касіб Мердок-Маккейч Нова Зеландія Перемога 5:0 | Марван Мамдух Єгипет Перемога 5:0     | Атічай Фемсап Таїланд Поразка 0:5        | Срібло |
| Максим Галінічев | До 56 кг         | Крістон Амрам Науру Перемога 5:0                | Абдессамад Аббас Марокко Перемога 5:0 | Абдумалік Халоков Узбекистан Поразка 0:5 | Срібло |

## Боротьба
Вільна боротьба
Дівчата
| Спортсмен    | Дисципліна       | Pools                                                     | Pools | Фінал                             | Місце  |
| Спортсмен    | Дисципліна       | Groups                                                    | Місце | Фінал                             | Місце  |
| ------------ | ---------------- | --------------------------------------------------------- | ----- | --------------------------------- | ------ |
| Оксана Чудик | Дівчата до 65 кг | NABAINA Natacha Veronique Камерун Перемога 2:0 (2:2; 8:1) | 1     | ZHOU Xinru КНР Поразка 0-1 (0-10) | Срібло |
| Оксана Чудик | Дівчата до 65 кг | BALOGUN Sunmisola Idowu Нігерія Перемога 2-0 (0-1; 2-0)   | 1     | ZHOU Xinru КНР Поразка 0-1 (0-10) | Срібло |
| Оксана Чудик | Дівчата до 65 кг | SGHAIER Zaineb Туніс Перемога 2-0 (2-0; 8-0)              | 1     | ZHOU Xinru КНР Поразка 0-1 (0-10) | Срібло |
| Оксана Чудик | Дівчата до 65 кг | VESSO Viktoria Естонія Перемога 2-0 (0-1; 1-0)            | 1     | ZHOU Xinru КНР Поразка 0-1 (0-10) | Срібло |

Хлопці
| Спортсмен           | Дисципліна     | Pools                                        | Pools | Фінал                                                            | Місце  |
| Спортсмен           | Дисципліна     | Groups                                       | Місце | Фінал                                                            | Місце  |
| ------------------- | -------------- | -------------------------------------------- | ----- | ---------------------------------------------------------------- | ------ |
| Владислав Остапенко | Хлопці до 55кг | FUJITA Hayato Японія Перемога 2-0 (4-2, 6-2) | 2     | Поєдинок за третє місце LARIBI Oussama Алжир Перемога 1-0 (10-0) | Бронза |
| Владислав Остапенко | Хлопці до 55кг | HOWARD Robert США Поразка 0:2 (1-7, 4-3)     | 2     | Поєдинок за третє місце LARIBI Oussama Алжир Перемога 1-0 (10-0) | Бронза |

## Велоспорт
Дівчата
| Спортсмен           | Дисципліна        | Місце |
| ------------------- | ----------------- | ----- |
| Ольга Кулініч       | Комбінована гонка | 10    |
| Олександра Логвинюк | Комбінована гонка | 10    |

## Веслування на байдарках і каное
Дівчата
| Спортсмен         | Дисципліна              | Час Trial | Час Trial | Попередній | Попередній | 1/16                                                                    | Чвертьфінал                                      | Півфінал   | Фінал      |
| Спортсмен         | Дисципліна              | Час       | Місце     | Час        | Місце      | 1/16                                                                    | Чвертьфінал                                      | Півфінал   | Фінал      |
| ----------------- | ----------------------- | --------- | --------- | ---------- | ---------- | ----------------------------------------------------------------------- | ------------------------------------------------ | ---------- | ---------- |
| Амінна Паламарчук | Каное. Одиночки. Спринт | 10:39:00  | 4         |            |            | ARIAS Isidora Jesus Чилі Перемога 2:20.610-2:34.910                     | CONCZOL Laura Угорщина Поразка 2:31.180-2:11.240 | Не пройшла | Не пройшла |
| Амінна Паламарчук | Каное. Одиночки. Слалом | 10:54:00  | 7         | 11:53:00   | 3          | LEWANDOWSKI Zola Charlotte Marion Німеччина Поразка 1:53.710 - 1:28.520 | Не пройшла                                       | Не пройшла | Не пройшла |

Хлопці
| Спортсмен   | Дисципліна              | Час Trial | Час Trial | Попередній | Попередній | 1/16                                                | Чвертьфінал                                      | Півфінал                                              | Фінал                                                                             |
| Спортсмен   | Дисципліна              | Час       | Місце     | Час        | Місце      | 1/16                                                | Чвертьфінал                                      | Півфінал                                              | Фінал                                                                             |
| ----------- | ----------------------- | --------- | --------- | ---------- | ---------- | --------------------------------------------------- | ------------------------------------------------ | ----------------------------------------------------- | --------------------------------------------------------------------------------- |
| Тарас Кузик | Каное. Одиночки. Спринт | 11:12:00  | 4         | 12:09:00   | 3          | BAKHRADDIN Dias Казахстан Поразка 1:57.480-1:54.640 | Не пройшов                                       | Не пройшов                                            | Не пройшов                                                                        |
| Тарас Кузик | Каное. Одиночки. Слалом | 11:28:00  | 7         |            |            |                                                     | PALLA Balazs Угорщина Перемога 1:23.870-1:29.050 | ANDERSON Finn Нова Зеландія Поразка 1:22.640-1:20.570 | Заплив за третє місце: BECERRA BERNARDEZ Yoel Іспанія Поразка 1:24.010 - 1:23.220 |

## Гімнастика

### Акробатика
| Спортсмен                        | Кваліфікація | Кваліфікація | Кваліфікація | Фінал  | Фінал  |
| -------------------------------- | ------------ | ------------ | ------------ | ------ | ------ |
| Спортсмен                        | Balance      | Dynamic      | Combined     | Очки   | Місце  |
| Дарина Плохотнюк Олександр Мадей | 27,400       | 27,600       | 27,000       | 27,450 | Бронза |

### Спортивна гімнастика
Хлопці
| Спортсмен      | Дисципліна           | Вільні вправи | Вільні вправи | Кінь   | Кінь  | Кільця | Кільця | Опорний стрибок | Опорний стрибок | Бруси  | Бруси | Поперечина | Поперечина | Всього | Всього |
| Спортсмен      | Дисципліна           | Очки          | Місце         | Очки   | Місце | Очки   | Місце  | Очки            | Місце           | Очки   | Місце | Очки       | Місце      | Очки   | Місце  |
| -------------- | -------------------- | ------------- | ------------- | ------ | ----- | ------ | ------ | --------------- | --------------- | ------ | ----- | ---------- | ---------- | ------ | ------ |
| Назар Чепурний | Кваліфікація, хлопці | 13,566        | 5 Q           | 12,400 | 12 Q  | 12,266 | 22 Q   | 13,000          | 8 Q             | 13,833 | 3 Q   | 12,400     | 14 Q       | 77,465 | 10 Q   |
| Назар Чепурний | Багатоборство        | 13,666        |               | 12,900 |       | 13,100 |        | 13,833          |                 | 13,666 |       | 12,166     |            | 79,331 | 6      |

| Спортсмен      | Дисципліна       | Очки   | Місце  |
| -------------- | ---------------- | ------ | ------ |
| Назар Чепурний | Вільні вправи    | 13,500 | 4      |
| Назар Чепурний | Опорний стрибок  | 13,983 | Срібло |
| Назар Чепурний | Паралельні бруси | 13,466 | 4      |

Дівчата
| Спортсмен           | Дисципліна            | Опорний стрибок | Опорний стрибок | Бруси  | Бруси | Колода | Колода | Вільні вправи | Вільні вправи | Всього | Всього |
| Спортсмен           | Дисципліна            | Очки            | Місце           | Очки   | Місце | Очки   | Місце  | Очки          | Місце         | Очки   | Місце  |
| ------------------- | --------------------- | --------------- | --------------- | ------ | ----- | ------ | ------ | ------------- | ------------- | ------ | ------ |
| Анастасія Бачинська | Кваліфікація, дівчата | 13,900          | 2 Q             | 13,466 | 2 Q   | 13,400 | 2 Q    | 13,300        | 1 Q           | 54,066 | 1 Q    |
| Анастасія Бачинська | Багатоборство         | 13,866          |                 | 13,433 |       | 12,933 |        | 12,100        |               | 52,332 | Бронза |

| Спортсмен           | Дисципліна        | Очки   | Місце  |
| ------------------- | ----------------- | ------ | ------ |
| Анастасія Бачинська | Опорний стрибок   | 13,400 | 4      |
| Анастасія Бачинська | Різновисокі бруса | 13,133 | 6      |
| Анастасія Бачинська | Колода            | 11,800 | 6      |
| Анастасія Бачинська | Вільні вправи     | 13,166 | Бронза |

### Художня гімнастика
Індивідуальні змагання
| Спортсмен           | Дисципліна         | Кваліфікація | Кваліфікація | Кваліфікація | Кваліфікація | Кваліфікація | Кваліфікація | Фінал  | Фінал  | Фінал  | Фінал   | Фінал  | Фінал  |
| Спортсмен           | Дисципліна         | Обруч        | М'яч         | Булави       | Стрічка      | Всього       | Місце        | Обруч  | М'яч   | Булави | Стрічка | Всього | Місце  |
| ------------------- | ------------------ | ------------ | ------------ | ------------ | ------------ | ------------ | ------------ | ------ | ------ | ------ | ------- | ------ | ------ |
| Христина Погранична | Абсолютна першість | 17,000       | 15,350       | 16,450       | 13,250       | 62,050       | 3 Q          | 17,750 | 14,850 | 16,950 | 15,550  | 65,100 | Срібло |

### Змішані командні змагання
| Спортсмен                        | Команда               | Очки | Місце  |
| -------------------------------- | --------------------- | ---- | ------ |
| Назар Чепурний                   | Команда Сімона Байлс  | 293  | Золото |
| Христина Погранична              | Команда Дон Дон       | 389  | 5      |
| Анастасія Бачинська              | Команда Ян Вей        | 403  | 7      |
| Дарина Плохотнюк Олександр Мадей | Команда Утімура Кохей | 407  | 8      |

## Дзюдо
Індивідуальні змагання
| Спортсмен         | Дисципліна       | Раунд 1                              | Чвертьфінал                           | Півфінали                                | Фінал                                                             | Місце  |
| ----------------- | ---------------- | ------------------------------------ | ------------------------------------- | ---------------------------------------- | ----------------------------------------------------------------- | ------ |
| Олег Вередиба     | Хлопці, до 55кг  | SHULMAN Ariel Ізраїль Перемога 10-0  | GARBOA Bryan Еквадор Перемога 10-0    | GANBURGED Temuujin Монголія Поразка 0-10 | Бій за третє місцеVALADIER PICARD Romain Франція Перемога 100-000 | Бронза |
| Анастасія Балабан | Дівчата, до 44кг | TURCAN Paulina Молдова Перемога 10-0 | PEREZ SOLER Eva Іспанія Перемога 10-0 | GIMENEZ Maria Венесуела Поразка 0-1      | Бій за третє місцеMUMINOVIQ Erza Косово Поразка 0-10              | 4      |

Змішані командні змагання
| Спортсмен         | Команда   | Раунд 1             | Чвертьфінали | Півфінали  | Фінал      | Місце |
| ----------------- | --------- | ------------------- | ------------ | ---------- | ---------- | ----- |
| Олег Вередиба     | Montreal  | Beijing Поразка 2-5 | Не пройшов   | Не пройшов | Не пройшов | 9     |
| Анастасія Балабан | Singapore | Moscow Поразка 3-4  | Не пройшла   | Не пройшла | Не пройшла | 9     |

## Карате
Хлопці
| Спортсмен     | Дисципліна       | Груповий раунд                      | Груповий раунд                        | Груповий раунд             | Груповий раунд | Півфінал   | Фінал      | Місце |
| Спортсмен     | Дисципліна       | Сутичка 1                           | Сутичка 2                             | Сутичка 3                  | Місце          | Півфінал   | Фінал      | Місце |
| ------------- | ---------------- | ----------------------------------- | ------------------------------------- | -------------------------- | -------------- | ---------- | ---------- | ----- |
| Роберт Широян | Хлопці, до 68 кг | RUGGIERO Rosario Італія Поразка 0-3 | BOSKOVIC Bojan Чорногорія Поразка 0-3 | MAHAUDEN Quentin Бельгія - | 4              | Не пройшов | Не пройшов | 7     |

## Легка атлетика

### Трекові і шосейні дисципліни
| Спортсмени         | Дисципліна | Кваліфікація | Кваліфікація | Фінал     | Фінал |
| Спортсмени         | Дисципліна | Результат    | Місце        | Результат | Місце |
| ------------------ | ---------- | ------------ | ------------ | --------- | ----- |
| Андрій Васильєв    | 100 м      | 12,21        | 36 Q         |           |       |
| Олександр Гонський | 1500 м     | 3:56.39      | 14 Q         |           |       |

Технічні дисципліни
| Спортсмени    | Дисципліна       | Кваліфікація | Кваліфікація | Фінал     | Фінал  |
| Спортсмени    | Дисципліна       | Результат    | Місце        | Результат | Місце  |
| ------------- | ---------------- | ------------ | ------------ | --------- | ------ |
| Михайло Кохан | Метання молота   | 85,97        | 1 Q          | 85,14     | Золото |
| Олег Дорощук  | Стрибки у висоту | 2,09         | 3 Q          | 2,14      | Бронза |

### Дівчата
Трекові і шосейні дисципліни
| Спортсмени         | Дисципліна           | Кваліфікація | Кваліфікація | Фінал     | Фінал |
| Спортсмени         | Дисципліна           | Результат    | Місце        | Результат | Місце |
| ------------------ | -------------------- | ------------ | ------------ | --------- | ----- |
| Світлана Жульжик   | 800 м                | 2:09.73      | 4 Q          | 2:10.21   | 6     |
| Наталія Дишлюк     | 400 м з бар'єрами    | 57,67        | 15 Q         | NM        | NM    |
| Катерина Онісімова | 2000 м з перешкодами |              |              | 7:00.85   | 14    |
| Дарина Касян       | Ходьба на 5 км       | 24:01.29     | 7 Q          | 25:06.75  | 8     |

Технічні дисципліни
| Спортсмени       | Дисципліна         | Кваліфікація | Кваліфікація | Фінал     | Фінал  |
| Спортсмени       | Дисципліна         | Результат    | Місце        | Результат | Місце  |
| ---------------- | ------------------ | ------------ | ------------ | --------- | ------ |
| Марія Горєлова   | Стрибки у довжину  | 5,71         | 7 Q          | 5,79      | 9      |
| Анастасія Деркач | Штовхання ядра     | 14,78        | 9 Q          | 14,66     | 10     |
| Валерія Іваненко | Метання молота     | 74,90        | 1 Q          | 72,08     | Золото |
| Ярослава Магучіх | Стрибки у висоту   | 1,92         | 1 Q          | 1,95      | Золото |
| Марія Ященко     | Стрибки з жердиною | 3,65         | 1 Q          | 3,42      | 14     |

## Плавання
| Спортсмени         | Дисципліна       | Heat    | Heat     | Півфінал   | Півфінал   | Фінал      | Фінал      |
| Спортсмени         | Дисципліна       | Час     | Position | Час        | Position   | Час        | Position   |
| ------------------ | ---------------- | ------- | -------- | ---------- | ---------- | ---------- | ---------- |
| Денис Кесіль       | 50 м батерфляєм  | 24.97   | 5 Q      | Не пройшов | Не пройшов | Не пройшов | Не пройшов |
| Денис Кесіль       | 100 м батерфляєм | 53.69   | 3 Q      | 53.47      | 3 Q        | Не пройшов | Не пройшов |
| Денис Кесіль       | 200 м батерфляєм | 1:57.70 | 1 Q      |            |            | 1:55.89    | Срібло     |
| Ігор Трояновський  | 50 м батерфляєм  | 24.53   | 5 Q      | 24.33      | 6 Q        | Не пройшов | Не пройшов |
| Ігор Трояновський  | 100 м батерфляєм | 53.94   | 3 Q      | 52.88      | 5 Q        | 52.73      | 5          |
| Ігор Трояновський  | 200 м батерфляєм | 2:01.80 | 4 Q      |            |            | Не пройшов | Не пройшов |
| Марина Колесникова | 100 м на спині   | 1:04.27 | 7 Q      | Не пройшла | Не пройшла | Не пройшла | Не пройшла |
| Марина Колесникова | 200 м на спині   | 2:18.92 | 6 Q      |            |            | Не пройшла | Не пройшла |
| Юлія Стадник       | 50 м батерфляєм  | 28.15   | 1 Q      | Не пройшла | Не пройшла | Не пройшла | Не пройшла |
| Юлія Стадник       | 100 м батерфляєм | 1:01.01 | 2 Q      | 1:01.19    | 5 Q        | Не пройшла | Не пройшла |
| Юлія Стадник       | 200 м батерфляєм | 2:16.94 | 4 Q      |            |            | Не пройшла | Не пройшла |

## Скелелазіння
Хлопці
| Спортсмен    | Speed Qualification | Speed Qualification | Speed Qualification | Bouldering Qualification | Bouldering Qualification | Bouldering Qualification | Bouldering Qualification | Bouldering Qualification | Bouldering Qualification | Lead Qualification | Lead Qualification | Підсумковий результат |
| ------------ | ------------------- | ------------------- | ------------------- | ------------------------ | ------------------------ | ------------------------ | ------------------------ | ------------------------ | ------------------------ | ------------------ | ------------------ | --------------------- |
| Спортсмен    | А                   | В                   | Місце               | 1                        | 2                        | 3                        | 4                        | Results                  | Місце                    | Time               | Місце              | Підсумковий результат |
| Ярослав Ткач | 7.05                | 6.88                | 2                   | -                        | -                        | z                        | z                        | 0T 2z                    | 17                       | 2:14               | 20                 | 11                    |

## Стрибки у воду
Хлопці
| Спортсмен   | Дисципліна  | Попередній раунд | Попередній раунд | Фінал  | Фінал |
| Спортсмен   | Дисципліна  | Очки             | Місце            | Очки   | Місце |
| ----------- | ----------- | ---------------- | ---------------- | ------ | ----- |
| Олег Сербін | Вишка, 10 м | 493,95           | 6Q               | 486,50 | 6     |

Дівчата
| Спортсмен    | Дисципліна        | Попередній раунд | Попередній раунд | Фінал  | Фінал  |
| Спортсмен    | Дисципліна        | Очки             | Місце            | Очки   | Місце  |
| ------------ | ----------------- | ---------------- | ---------------- | ------ | ------ |
| Софія Лискун | Трамплін, 3 метри | 416,75           | 4Q               | 398,75 | 11     |
| Софія Лискун | Вишка, 10 метрів  | 420,80           | 3Q               | 406,10 | Срібло |

Змішані команди
| Спортсмен                          | Фінал  | Фінал  |
| Спортсмен                          | Очки   | Місце  |
| ---------------------------------- | ------ | ------ |
| Софія Лискун Руслан Терновой Росія | 371,15 | Бронза |
| Олег Сербін К'яра Пеллакані Італія | 333,40 | 6      |

## Стрільба з лука
Хлопці
| Спортсмен        | Дисципліна             | Попередній раунд | Попередній раунд | Раунд 1/16                            | Раунд 1/8                         | Чвертьфінали                            | Півфінали                      | Фінал                                               | Фінал |
| Спортсмен        | Дисципліна             | Результат        | Місце            | Суперник Результат                    | Суперник Результат                | Суперник Результат                      | Суперник Результат             | Суперник Результат                                  | Місце |
| ---------------- | ---------------------- | ---------------- | ---------------- | ------------------------------------- | --------------------------------- | --------------------------------------- | ------------------------------ | --------------------------------------------------- | ----- |
| Артем Овчинніков | Індивідуальна першість | 679              | 6                | FABRIZZI Federico Італія Перемога 6-2 | TOLBA Youssof Єгипет Перемога 6-5 | DALPATADU Ravien Шрі-Ланка Перемога 6-2 | COWLES Trenton США Поразка 0-6 | Бій за третє місце: ROOS Senna Бельгія} Поразка 3-7 | 4     |

Дівчата
| Спортсмен     | Дисципліна             | Попередній раунд | Попередній раунд | Раунд 1/16                       | Раунд 1/8                               | Чвертьфінали       | Півфінали          | Фінал              | Фінал |
| Спортсмен     | Дисципліна             | Очки             | Seed             | Суперник Результат               | Суперник Результат                      | Суперник Результат | Суперник Результат | Суперник Результат | Місце |
| ------------- | ---------------------- | ---------------- | ---------------- | -------------------------------- | --------------------------------------- | ------------------ | ------------------ | ------------------ | ----- |
| Жанна Наумова | Індивідуальна першість | 642              | 13               | RAHMANI Sogand Іран Перемога 6-2 | SON Yeryeong Південна Корея Поразка 0-6 | Не пройшла         | Не пройшла         | Не пройшла         | 9     |

Змішана команда
| Спортсмен        | Дисципліна      | Партнер                     | Раунд 1/16                                                  | Раунд 1/8                                                                    | Чвертьфінали       | Півфінали          | Фінал              | Фінал |
| Спортсмен        | Дисципліна      | Партнер                     | Суперник Результат                                          | Суперник Результат                                                           | Суперник Результат | Суперник Результат | Суперник Результат | Місце |
| ---------------- | --------------- | --------------------------- | ----------------------------------------------------------- | ---------------------------------------------------------------------------- | ------------------ | ------------------ | ------------------ | ----- |
| Артем Овчинніков | Змішана команда | TRYDVORNAVA Liliya Білорусь | GATCO Milena Молдова / HURNALL Jason Австралія Перемога 5-2 | KANG Jin Hwa Північна Корея / VACA CORDERO Carlos Daniel Мексика Поразка 1-5 | Не пройшов         | Не пройшов         | Не пройшов         | 9     |
| Жанна Наумова    | Змішана команда | EYENI Franck Кот-д'Івуар    | CANALES Elia Іспанія / AOSHIMA Tetsuya Японія Перемога 5-4  | KHARITONOVA Viktoria Росія / REZOWAN Md Ibrahim Sheik Бангладеш Поразка 4-5  | Не пройшла         | Не пройшла         | Не пройшла         | 9     |

## Стрільба кульова
Пістолет
| Спортсмен    | Дисципліна                  | Кваліфікація | Кваліфікація | Фінал      | Фінал      | Фінал      |
| Спортсмен    | Дисципліна                  | Очки         | Місце        | Очки       | Всього     | Місце      |
| ------------ | --------------------------- | ------------ | ------------ | ---------- | ---------- | ---------- |
| Дмитро Гонта | Пневматичний пістолет, 10 м | 561 -13x     | 12 Q         | Не пройшов | Не пройшов | Не пройшов |

Змішана команда
| Спортсмен    | Дисципліна                  | Партнет                                | Раунд 1/16                                                       | Чвертьфінал                                                    | Півфінал                                                       | Фінал                                                                                     | Місце  |
| Спортсмен    | Дисципліна                  | Партнет                                | Суперник Результат                                               | Суперник Результат                                             | Суперник Результат                                             | Суперник Результат                                                                        | Місце  |
| ------------ | --------------------------- | -------------------------------------- | ---------------------------------------------------------------- | -------------------------------------------------------------- | -------------------------------------------------------------- | ----------------------------------------------------------------------------------------- | ------ |
| Дмитро Гонта | Пневматичний пістолет, 10 м | IBARRA MIRANDA Andrea Victoria Мексика | MAK Amanda Sao Keng Сінгапур / SALAVATI Erfan Іран Перемога 10-5 | CAMPOSTRINI Giulia Італія / ZORGE Rihards Латвія Перемога 10-8 | BHAKER Manu Індія / FAYZULLAEV Bezhan Таджикистан Поразка 3-10 | Бій за третє місце: AL-KAABI Fatimah Abbas Waheeb Ірак / SON Jerome Бельгія Перемога 10-4 | Бронза |

## Сучасне п'ятиборство
| Спортсмен                                    | Дисципліна           | Фехтування (шпага, один дотик) | Фехтування (шпага, один дотик) | Фехтування (шпага, один дотик) | Плавання (200 м вільним стилем) | Плавання (200 м вільним стилем) | Плавання (200 м вільним стилем) | Комбіновано: біг/стрільба (3000 м/лазерний пістолет) | Комбіновано: біг/стрільба (3000 м/лазерний пістолет) | Комбіновано: біг/стрільба (3000 м/лазерний пістолет) | Всього очок | Фінальне місце |
| Спортсмен                                    | Дисципліна           | Результат                      | Місце                          | Очки                           | Час                             | Місце                           | Очки                            | Час                                                  | Місце                                                | Очки                                                 | Всього очок | Фінальне місце |
| -------------------------------------------- | -------------------- | ------------------------------ | ------------------------------ | ------------------------------ | ------------------------------- | ------------------------------- | ------------------------------- | ---------------------------------------------------- | ---------------------------------------------------- | ---------------------------------------------------- | ----------- | -------------- |
| Євген Зіборов                                | Індивідуальний залік | 16-7                           | 3                              | 250                            | 2:07.74                         | 10                              | 295                             | 12:20.42                                             | 19                                                   | 560                                                  | 1105        | 10             |
| NOVIKOVA Viktoriia (RUS) Євген Зіборов (UKR) | Мікст                | 15-29                          | 23                             | 170                            | 2:05.27                         | 16                              | 300                             | 12:20.74                                             | 18                                                   | 560                                                  | 1030        | 21             |

## Теніс
Одиночний розряд
| Спортсмен          | Дисципліна                | Раунд 1                                              | Раунд 2                                    | Чвертьфінали | Півфінали  | Фінал      | Місце |
| ------------------ | ------------------------- | ---------------------------------------------------- | ------------------------------------------ | ------------ | ---------- | ---------- | ----- |
| Маргарита Білокінь | Дівчата' Одиночний розряд | COCCIARETTO Elisabetta Італія Поразка 0-2 (2-6, 4-6) | Не пройшов                                 | Не пройшов   | Не пройшов | Не пройшов | 17    |
| Вікторія Дема      | Дівчата' Одиночний розряд | SATO Naho Японія Перемога 2-0 (6-1, 6-4)             | JUVAN Kaja Словенія Поразка 0-2 (0-6; 0-6) | Не пройшов   | Не пройшов | Не пройшов | 9     |

Парний розряд
| Спортсмен                                          | Дисципліна             | Раунд 1                                                                               | Чвертьфінали                                                        | Півфінали  | Фінал      | Місце |
| -------------------------------------------------- | ---------------------- | ------------------------------------------------------------------------------------- | ------------------------------------------------------------------- | ---------- | ---------- | ----- |
| Маргарита Білокінь Україна / Вікторія Дема Україна | Дівчата' Парний розряд | IVANOV Valentina Нова Зеландія / NAKLO Thasaporn Таїланд Перемога 2-0 (6-1, 6-3)      | NAITO Yuki Японія / SATO Naho Японія Поразка 0-2 (5-7, 7-5, [8-10]) | Не пройшли | Не пройшли | 5     |
| Маргарита Білокінь Україна / EREL Yanki Туреччина  | Мікст                  | MOLINARO Eleonora Люксембург / DE JONG Jesper Нідерланди Поразка 0-2 (1-6, 6(3)-7(7)) | Не пройшли                                                          | Не пройшли | Не пройшли | 17    |
| Вікторія Дема Україна / ANDREEV Adrian Болгарія    | Мікст                  | SUN Lulu Швейцарія / WENGER Damien Швейцарія Поразка 0-2 (3-6, 6(3)-7(7))             | Не пройшли                                                          | Не пройшли | Не пройшли | 17    |

## Тхеквондо
| Спортсмен       | Дисципліна      | Попередній раунд | Чвертьфінал                             | Півфінал   | Фінал      | Місце |
| --------------- | --------------- | ---------------- | --------------------------------------- | ---------- | ---------- | ----- |
| Олександр Дзюба | Хлопці до 63 кг | BYE              | THEPSEN Nareupong Таїланд Поразка 18-21 | Не пройшов | Не пройшов | 5     |

## Фехтування
Груповий етап
| Спортсмен       | Дисципліна                            | Матч 1                          | Матч 2                                 | Матч 3                             | Матч 4                                    | Матч 5                                | Матч 6 | Місце |
| --------------- | ------------------------------------- | ------------------------------- | -------------------------------------- | ---------------------------------- | ----------------------------------------- | ------------------------------------- | ------ | ----- |
| Катерина Чорній | Шпага, індивідуальна першість (жінки) | AMER Mariam Єгипет Перемога 5-1 | LIM Taehee Південна Корея Перемога 5-1 | WASIAK Axelle Бельгія Перемога 5-4 | HSIEH Kaylin Sin Yan Гонконг Перемога 5-2 | BIELESZOVA Veronika Чехія Поразка 4-5 |        | 2     |

Knock-Out Stage
| Спортсмен | Дисципліна                            | Раунд 1/16                               | Чвертьфінали                         | Півфінали                                | Фінал                                      | Місце  |
| --- | ------------------------------------- | ---------------------------------------- | ------------------------------------ | ---------------------------------------- | ------------------------------------------ | ------ |
| Катерина Чорній | Шпага, індивідуальна першість (жінки) | MURIDOVA Tamila Казахстан Перемога 15-10 | DEKANY Kinga Угорщина Перемога 14-13 | BIELESZOVA Veronika Чехія Перемога 15-11 | HSIEH Kaylin Sin Yan Гонконг Перемога 11-9 | Золото |
| Europe 1 Катерина Чорній Україна RABB Krisztian Угорщина PUSZTAI Liza Угорщина SPICHIGER Armand Франція FAVARETTO Martina Італія di VEROLI Davide Італія | Змішана команда                       |                                          | AFRICA Перемога 30-18                | EUROPE 3 Перемога 30-22                  | ASIA-OCEANIA 1 Перемога 28-22              | Золото |